# 슷쓰군

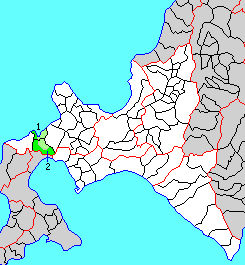
슷쓰 군의 위치

슷쓰군(일본어: 寿都郡)은 일본 홋카이도 남서부, 시리베시 지청 서쪽에 위치하는 군이다.
인구 5,044명, 면적 440.9km², 인구밀도 11.4명/km².(2025년 2월 28일, 주민기본대장인구)
이하 2정으로 구성된다.
- 슷쓰정(寿都町)
- 구로마쓰나이정(黒松内町)

## 역사
1869년에 슷쓰 군이 두어져 홋카이도 시리베시국에 포함되었다.